# Euphorbia cymbiformis
Euphorbia cymbiformis är en törelväxtart som beskrevs av Henry Hurd Rusby. Euphorbia cymbiformis ingår i släktet törlar, och familjen törelväxter.
Artens utbredningsområde är Bolivia. Inga underarter finns listade i Catalogue of Life.